# Ryszard Kasperek
Ryszard Kasperek (ur. 17 maja 1931 w Niemcach, zm. 2 maja 2018) – polski pilot szybowcowy, samolotowy, śmigłowcowy, instruktor samolotowy i śmigłowcowy, zawodnik sportów samolotowych.

## Życiorys
Naukę rozpoczął w szkole podstawowej, jednak wybuch II wojny światowej przerwał jego naukę. Po zakończeniu wojny ukończył szkołę podstawową i kontynuował naukę w Gimnazjum Mechanicznym w Lublinie, a następnie w Liceum Mechanicznym. W wieku 10 lat strugał samoloty z drewna, w Lublinie zainteresował się modelarstwem lotniczym, uczęszczał na zajęcia budowy modeli samolotów i poznał różne techniki modelarskie w Modelarni Wojewódzkiej, gdzie prowadził zajęcia konstruktor modelarski Mieczysław Opaliński. W modelarni Ryszard Kasperek zdobył doświadczenie i wiedzę w budowaniu modeli oraz uprawnienia instruktora modelarstwa lotniczego, w rodzinnej miejscowości oraz w pobliskim Lubartowie założył modelarnie. Mając 16 lat w 1947 roku zapisał się na pierwszy kurs szybowcowy teoretyczny w Lublinie, a uprawnienia pilota szybowcowego uzyskał w Szkole Szybowcowej w Polichnie, gdzie latał na szybowcu SG-38. Pracę zawodową rozpoczął w lubelskim oddziale Ligi Lotniczej. W 1951 rozpoczął służbę wojskową w Technicznej Szkole Wojsk Lotniczych w Zamościu, a następnie w Pułku Lotniczym „Warszawa”. Od 1954 r. pracował w Aeroklubie Świdnickim w Świdniku jako szef techniczny, rok później ukończył kurs pilota samolotowego i następnie awansował na stanowisko instruktora samolotowego. W WSK PZL-Świdnik pracował od roku 1961 na stanowisku starszego kontrolera, przeprowadzał próby nowych, wyprodukowanych przez wytwórnię śmigłowców. W 1977 r. podnosi swoje kwalifikacje zdobywa uprawnienia instruktora śmigłowcowego i obejmuje stanowisko pilota-instruktora. W latach 1976–1980 pracował na kontraktach zagranicznych jako pilot śmigłowcowy agrolotniczy w Libii, Egipcie, Sudanie, Nigerii, Kamerunie i Czechosłowacji. Startował wielokrotnie jako pilot w zawodach krajowych samolotowych akrobacji zespołowej na samolotach Zlín 526 oraz jako zawodnik w składzie polskiej reprezentacji Mistrzostwach Świata w Akrobacji Samolotowej w Rosji, Niemczech Anglii i Francji oraz IV Śmigłowcowych Mistrzostwach Świata w Piotrkowie Trybunalskim. W 1990-1991 jako pilot śmigłowca latał na śmigłowcach Mi-2R w Portugalii, wykonywał loty patrolowe i gaszenia pożarów lasów. Jako instruktor w 1996 szkolił pilotów na śmigłowcach PZL W-3 Sokół. W roku 1996 Ryszard Kasperek przeszedł na emeryturę, zajął się pszczelarstwem i był sędzią w zawodach samolotowych krajowych i międzynarodowych. Należał do Klubu Seniorów Lotnictwa w Świdniku. Tytuł „Najsympatyczniejszego Instruktora Lotniczego” zdobył w czasie plebiscytu czytelników „Skrzydlatej Polski” w 1998 roku. Międzynarodowa Federacja Lotnicza w 1999 roku wyróżniła dyplomem Paula Tissandiera Ryszarda Kasperka za wybitne osiągnięcia i wkład w rozwój lotnictwa. Jako pilot Ryszard Kasperek wylatał: 600 godzin na szybowcach, 8100 godzin na śmigłowcach, na samolotach 3600 godzin. W rodzinie Kasperków znanymi pilotami akrobacji lotniczej byli także jego młodszy brat Stanisław Kasperek, z którym startował w akrobacji zespołowej, oraz syn Janusz Kasperek.

## Osiągnięcia
- IX Samolotowe Mistrzostwa Polski Rajdowo – Nawigacyjne, Ryszard Kasperek, Henryk Jaworski – II miejsce (1963)
- Lubelskie Zimowe Zawody Samolotowe, Ryszard Kasperek, Eugeniusz Milcarz – I miejsce (1966)
- Zawody w akrobacji zespołowej, Stanisław Kasperek, Ryszard Kasperek – III miejsce (1967)
- Lubelskie Zimowe Zawody Samolotowe, Ryszard Kasperek, Eugeniusz Milcarz – I miejsce (1967)
- Zawody w akrobacji zespołowej, Stanisław Kasperek, Ryszard Kasperek – II miejsce (1969)
- Lubelskie Zimowe Zawody Samolotowe, Ryszard Kasperek, Eugeniusz Milcarz – I miejsce (1968)
- Mistrzostwa Polski w akrobacji samolotowej, Ryszard Kasperek – Brązowy medal (1970)
- Zawody w akrobacji zespołowej, Stanisław Kasperek, Ryszard Kasperek – II miejsce (1971)
- Lubelskie Zimowe Zawody Samolotowe, Ryszard Kasperek, Eugeniusz Milcarz – I miejsce (1970)
- XIV Samolotowe Mistrzostwa Polski Rajdowo–Nawigacyjne, Ryszard Kasperek, Eugeniusz Milcarz – II miejsce (1971)
- Mistrzostwa Polski w akrobacji samolotowej, brązowy medal (1971)
- Lubelskie Zimowe Zawody Samolotowe, Ryszard Kasperek, Eugeniusz Milcarz – I miejsce (1972)
- XI Lubelskie Zimowe Zawody Samolotowe, Ryszard Kasperek, Janusz Kasperek – II miejsce (1977)
- Mistrzostwa Polski w akrobacji samolotowej, IV miejsce (1980)

## Wyróżnienia i odznaczenia
- „Błękitne Skrzydła”, laureat wyróżnienia redakcji Skrzydlatej Polski (2016)[4],
- Dyplom Paula Tissandiera przyznany przez Międzynarodową Federację Lotniczą (1999),
- Zasłużony Mistrz Sportu (1973).